# John S. Gray
John S. Gray, född 1851, död 1902, var en amerikansk republikansk politiker. Han var Idahos viceguvernör 1890–1893.
Gray efterträdde 1890 N.B. Willey som Idahos viceguvernör och efterträddes 1893 av F.B. Willis.